# C/1954 M2 Kresak-Peltier
C/1954 M2 (Kresak-Peltier) è una cometa non periodica scoperta il 26 giugno 1954 da Ľubor Kresák osservando da Skalnaté Pleso e da Leslie Copus Peltier il 29 giugno 1954.